# Argentijns Antarctica
Argentijns Antarctica (Spaans: Antártida Argentina) is een territoriale claim van Argentinië op Antarctica. Het gebied ligt tussen 25° W en 74° W en overlapt de Chileense en Britse claims op Antarctica. Antártida Argentina werd opgeëist in 1943 als deel van de Argentijnse provincie Vuurland, Antarctica en Zuid-Atlantische eilanden.
Meer specifiek rust een Argentijnse claim op onder meer het westelijke deel van Coatsland. 
Río Grande · Ushuaia · Argentijns Antarctica * · Zuid-Atlantische eilanden *

De met * gemarkeerde departementen worden door Argentinië geclaimd maar behoren niet tot Argentinië.
Antártica · Argentijns Antarctica · Australisch Antarctisch Territorium · Brits Antarctisch Territorium · Koningin Maudland · Adélieland · Peter I-eiland · Ross Dependency